# Filtrierer

Antarktischer Krill beim Filtrieren phytoplanktonreichen Wassers.

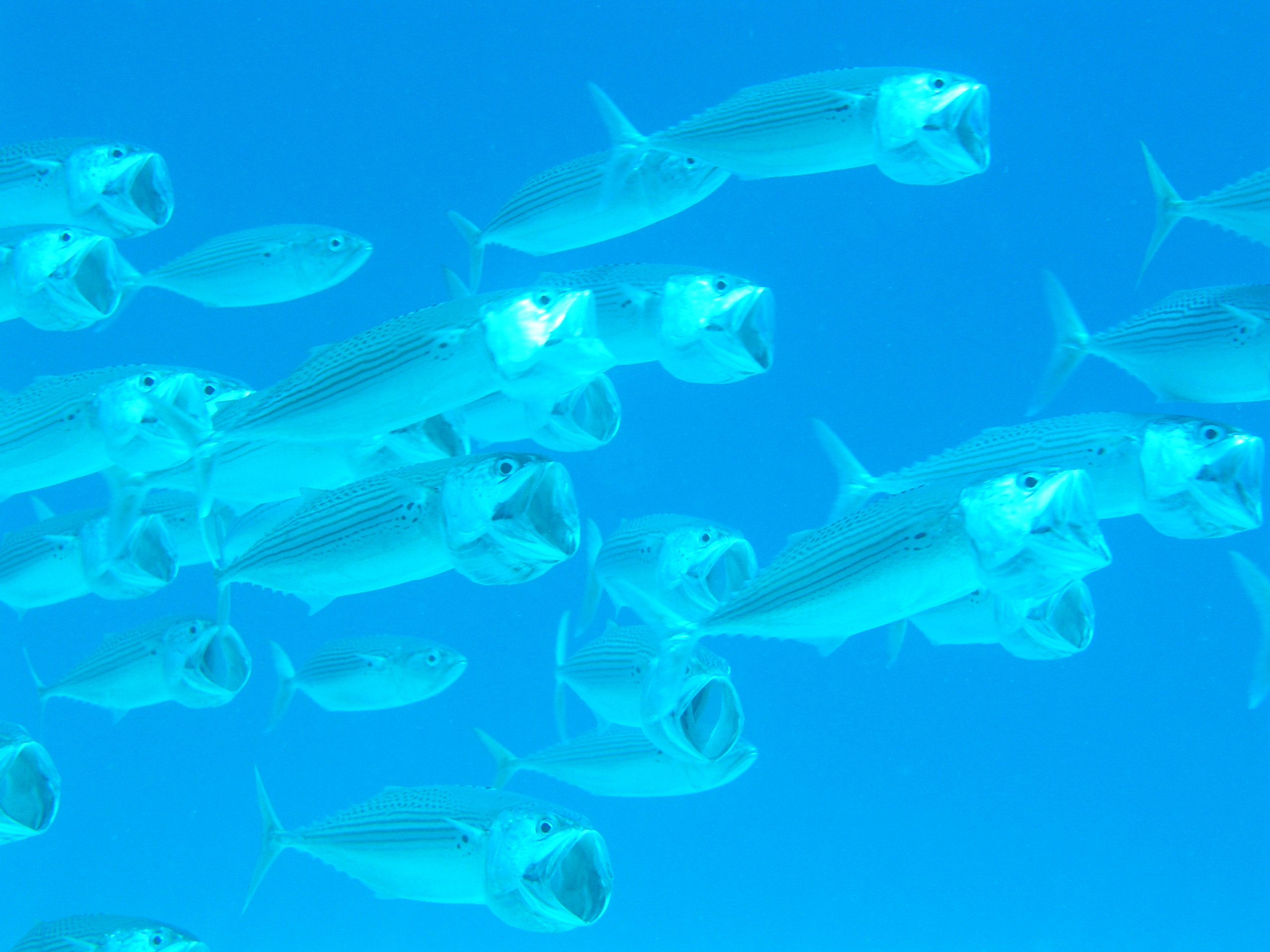
Indische Makrelen beim Plankton-Seihen.

Als Filtrierer werden Tiere unterschiedlicher systematischer Zugehörigkeit bezeichnet, die ihre Nahrung (Detritus, Plankton) aus dem Wasser herausfiltern.
Zur Nahrungsaufnahme erzeugen diese Tiere einen auf sie gerichteten Wasserstrom, aus dem sie mittels spezieller morphologischer Einrichtungen (Filter) Nahrungspartikel aus dem Wasser sieben und diese dann aufnehmen.

## Allgemeines
Arten, die zur Nahrungsaufnahme aktiv einen Wasserstrom erzeugen, werden auch „Strud(e)ler“ genannt. Andere Tiere filtrieren das Wasser beim Schwimmen, wie etwa die Bartenwale., die sich von tierischem Plankton (Krill) ernähren.
Einige, meist sessile (festsitzende) Arten, sind filtrierende Suspensionsfresser. Sie ernähren sich, indem sie die Suspension aus Wasser und den darin als Schwebstoffe enthaltenen festen Nahrungsteilchen durch ihre Siebvorrichtungen strömen lassen.
Es gibt jedoch auch Arten, die sich nur im Jugendstadium als Filtrierer ernähren, wie beispielsweise die Kaulquappen diverser Frösche.
Steinkorallen nehmen mit der Nahrung jedoch auch Mikroplastik und Nanoplastik auf, welches sie ebenfalls aus dem Wasser filtern und in ihr Kalkskelett einbauen. Je höher jedoch die Belastung durch Plasikpartikel wird, desto schlechter wachsen die Korallen. Außerdem sind betroffene Korallen häufiger von der tödlichen Korallenbleiche betroffen.
Einige Vogelarten, wie etwa Flamingos oder Enten, filtrieren das Wasser mit einem Seihschnabel.
Fossilien belegen, dass Flugsaurier der Gattung Pterodaustro diese Art von Ernährung bereits vor 120 Millionen Jahren nutzten. Bei Untersuchungen von versteinertem Sauerierkot fielen den Paläontologen auffällig viele Planktonorganismen auf, wie sie für sich filtrierend ernährende Tiere typisch sind.

## Beispiele für Filtrierer
Unterschiedliche, überwiegend aquatisch lebende Tiere, ernähren sich als Filtrierer, wobei es sich sowohl um frei lebende als auch um sessile Tiere handeln kann.

### Fische

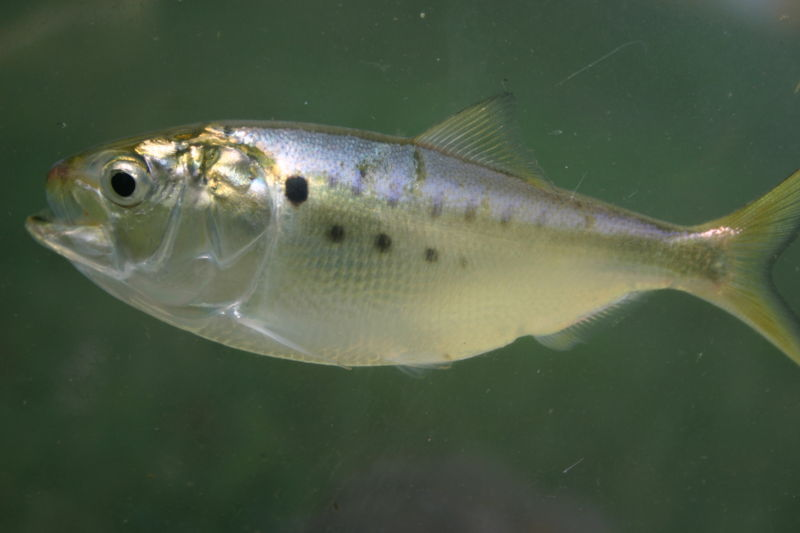
Schwarmfische, wie der Heringsartige Menhaden leisten als Filtrierer einen wichtigen Beitrag für die Wasserqualität

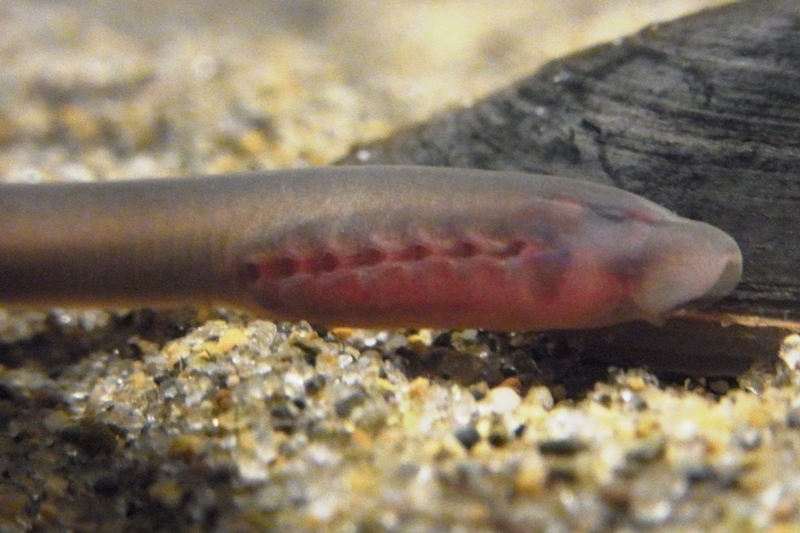
Auch die Larve des Neunauges lebt als Filtrierer

Zahlreiche Fische, die sich als Filtrierer ernähren, nutzen hierfür eine Kiemenreuse. Schwarmfische, wie der Atlantische Menhaden, tragen durch die Aufnahme von Phytoplankton dazu bei, die Wasserqualität zu verbessern, indem sie Stickstoffeinträge reduzieren, die zu übermäßiger Algenblüte und schließlich dem eine wichtige Rolle für das Ökosystem, da sie durch ihre Ernährung, außergewöhnlich stark auftretende auf natürliche Weise eindämmen, wodurch sie Gewässer vor dem Umkippen eines Gewässers führen können.
- Lanzettfischchen (Bodenbewohner)[8]
- Querder, Larven der Neunaugen[9]
- Riesenhai, Walhai, Riesenmaulhai, Teufelsrochen
- Heringe und Heringsartige wie der Atlantische Menhaden[7]
- Manche Coregonus-Arten (auch „Schwebrenken“ genannt)
- Silberkarpfen

### Muscheln
Bei den hier genannten Arten handelt es sich lediglich um eine Auswahl:
- Bachmuschel (Süßwasser und Brackwasser)[10]
- Europäische Auster[11]
- Flussperlmuschel[12]
- Miesmuschel[13]
- Herzmuschel[14]

### Nesseltiere

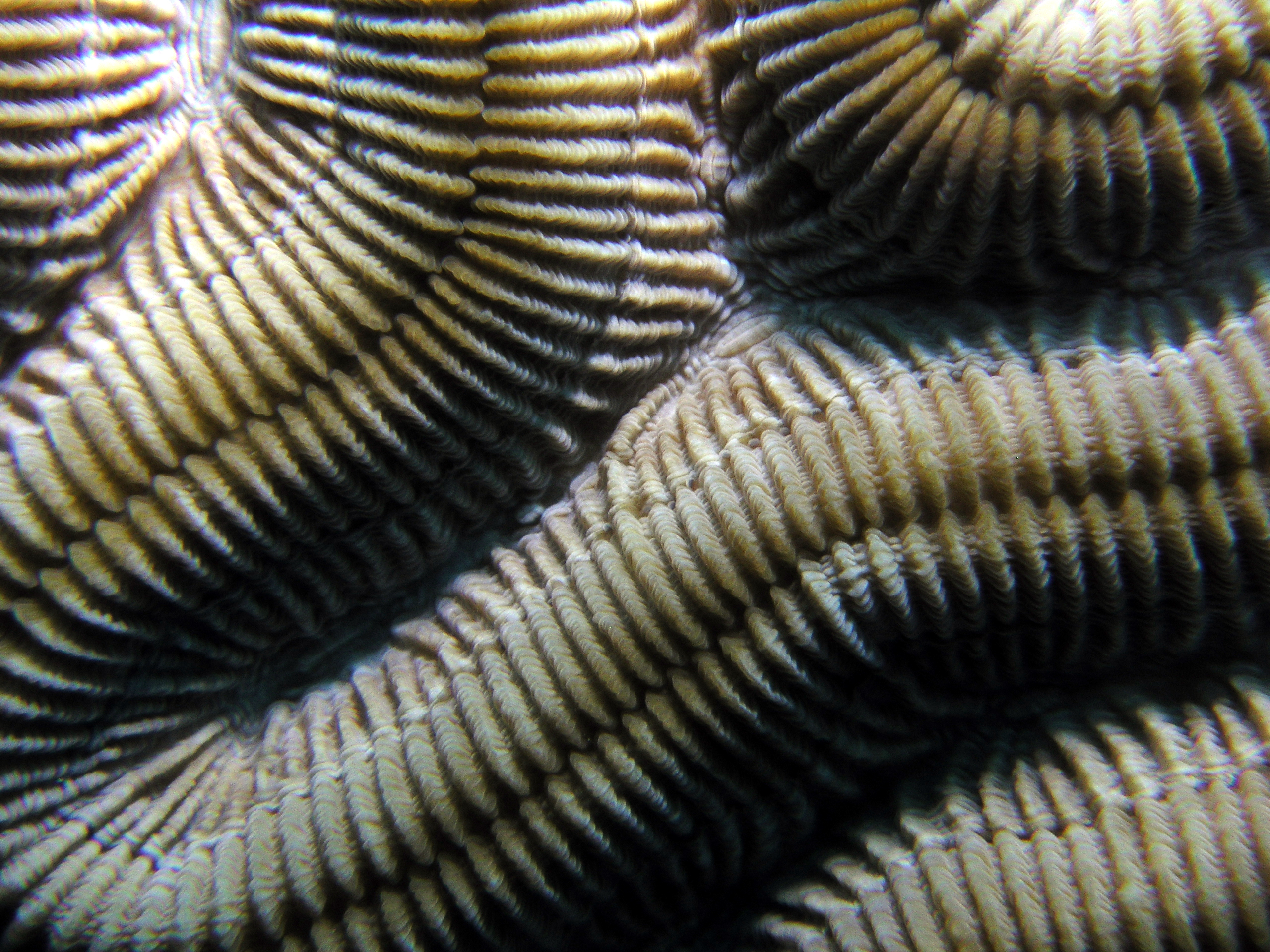
Nahaufnahme einer Hirnkoralle

- Wurzelmundqualle
- Korallen[4]

### Neumünder
- Manteltiere (wie Seescheiden, mittels Kiemendarm[15])
- Seelilien und Haarsterne[16]
- Flügelkiemer

### Weitere Filtrierer
- Bartenwale[3]
- Schwämme[17]
- Röhrenwürmer
- Rankenfußkrebse (u. a. Seepocken, Entenmuscheln)
- Wimperntierchen[18]
- „Kranzfühler“ (Tiere mit Lophophoren, u. a. Moostierchen, Armfüßer)

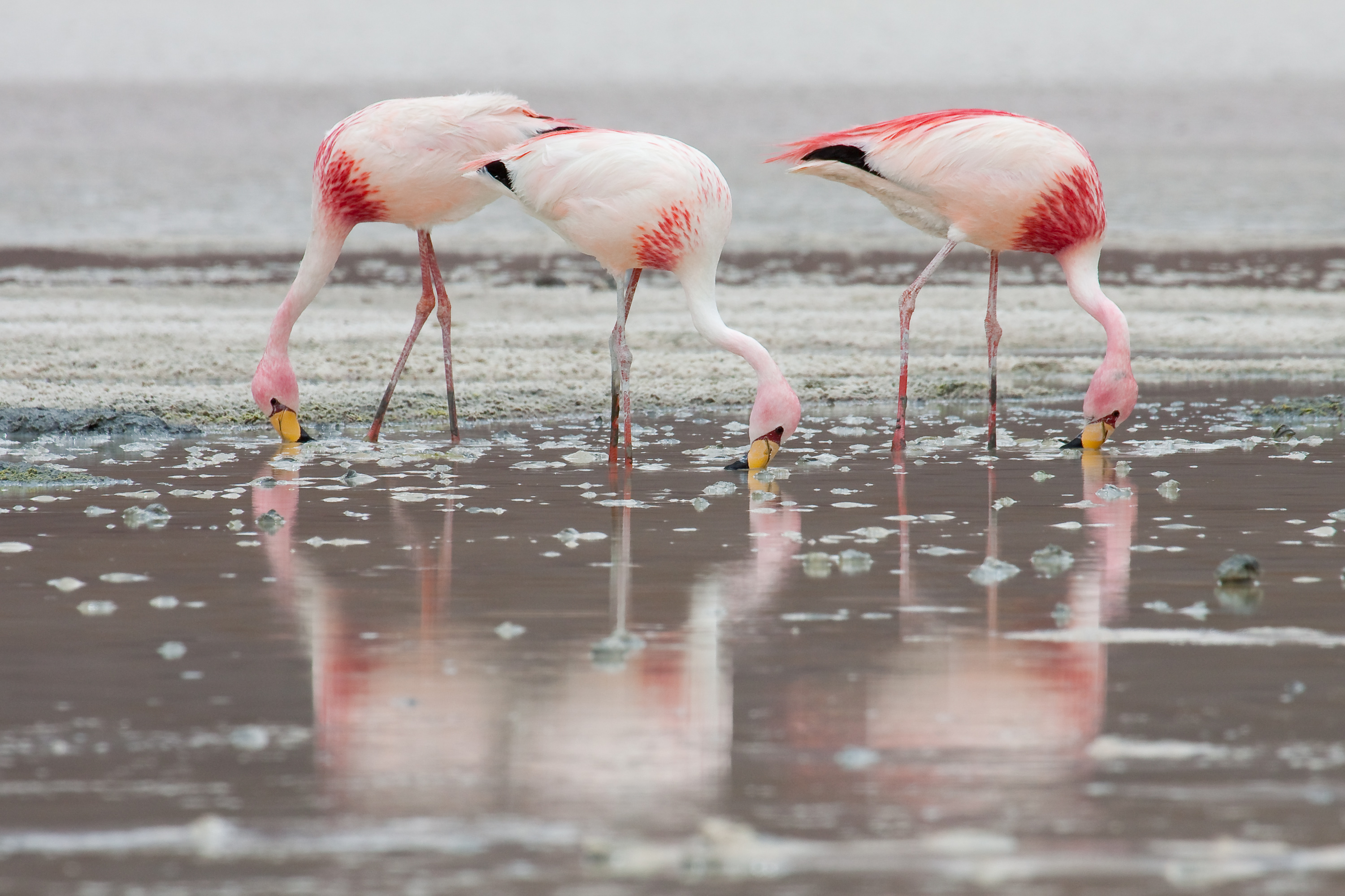
James-Flamingos bei der Nahrungsaufnahme

### Vögel
Wenn Vögel sich als Filtrierer ernähren, so nutzen sie einen Seihschnabel.
- Flamingos[5]
- Enten[3]